# Martalúzka
Martalúzka je přírodní rezervace v oblasti NAPANT.
Nachází se v katastrálním území obcí Telgárt, Liptovská Teplička a Šumiac v okrese Brezno, okrese Poprad v Banskobystrickém kraji, Prešovském kraji. Území bylo vyhlášeno či novelizováno v roce 1999 na rozloze 154,8200 ha. Ochranné pásmo nebylo stanoveno.